# The Hoax
The Hoax ist ein US-amerikanisches Filmdrama von Lasse Hallström aus dem Jahr 2006. Das Drehbuch von William Wheeler beruht auf dem Roman The Hoax von Clifford Irving.

## Handlung
1971 bekundet die Verlagsleitung von McGraw-Hill Interesse an Clifford Irvings Roman „Rudnicks Problem“. „Fake!“, sein vorheriges Buch über den Kunstfälscher Elmyr de Hory, hatte sich schlecht verkauft. Irving glaubt, dass er ein bahnbrechendes Werk hat, aber der Verleger entscheidet sich gegen die Veröffentlichung des Buches, nachdem ein Lektor von Life es für unbefriedigend hält.
Im Urlaub mit seinem Freund und Forscher Richard Suskind wird Irving um 1 Uhr nachts aus seinem Hotel geworfen, nachdem der exzentrische Milliardär Howard Hughes auftaucht und die Räumung des gesamten Gebäudes verlangt. Als er nach New York City zurückkehrt, um sich mit seinen Verlegern zu treffen, stellt Irving fest, dass er nur noch mit einem Assistenten sprechen kann. Irving stürmt in den Sitzungssaal, sagt, dass sein neues Projekt das „Buch des Jahrhunderts“ sein wird, und droht damit, es woanders zu veröffentlichen. Er kämpft damit, ein Thema zu finden, das zu seinem grandiosen Anspruch passt. Als er eine Titelgeschichte über Hughes sieht, beschließt er, ihn zum Thema zu machen.
Irving erzählt McGraw-Hill, dass Hughes ihn rekrutiert hat, um ihm beim Schreiben seiner Autobiografie zu helfen, und zeigt als Beweis gefälschte handschriftliche Notizen von Hughes. Handschriftenexperten bestätigen, dass die Notizen echt sind, und die Verleger schließen einen 500.000-Dollar-Deal für das Buch ab. Irving glaubt, dass es unwahrscheinlich ist, dass der zurückgezogen lebende Hughes ihn verklagen wird, und dass seine Exzentrizitäten genutzt werden können, um etwaige Bestreitungen der Authentizität des Buches abzulenken.
Zu dieser Zeit hat Irving Eheprobleme mit seiner Künstlergattin Edith; er hat eine Affäre gehabt. Irving versichert Edith, dass er ihr treu sein wird, als er abreist, um mit Suskind die Recherchen zu beginnen. Um Experten zu täuschen, studieren die beiden Männer tagelang Dokumente, die Hughes betreffen. Sie beschaffen sich illegal eine Kopie des Entwurfs einer Biografie von Noah Dietrich, einem pensionierten Hughes-Helfer, der Details liefert, die die scheinbare Authentizität ihrer Arbeit untermauern. Irving rezitiert Passagen in ein Tonbandgerät, während er sich als Hughes ausgibt, sich wie der Millionär kleidet und während dieser Sitzungen einen Schnurrbart anlegt.
Als die Arbeit an dem Buch voranschreitet, erhält Irving eine Kiste mit skandalösem Material über fragwürdige Geschäfte zwischen Hughes und Präsident Richard Nixon. Er glaubt, dass Hughes das Paket geschickt hat, und ist überzeugt, dass Hughes dieses schädliche Material in das Buch aufnehmen will, als Zeichen, dass er die Arbeit unterstützt.
Als der Veröffentlichungstermin näher rückt, arbeitet Irving seinen Schwindel aus und inszeniert ein „abgebrochenes“ Treffen zwischen Hughes und den Verlegern. Hughes leugnet offiziell, dass er an dem Werk beteiligt ist, aber die McGraw-Hill-Führungskräfte sind überzeugt, dass es echt ist. Sie beginnen zu glauben, dass es ein Bestseller werden wird, und Irving arbeitet daran, größere Zahlungen für sich und (angeblich) Hughes zu erreichen. Irving und Edith hecken einen Plan aus, damit sie Hughes’ Scheck, zahlbar an „H. R. Hughes“, auf ein Schweizer Bankkonto einzahlt, wobei sie einen gefälschten Reisepass mit dem Namen „Helga R. Hughes“ benutzt.
Das anhaltende Drama macht Irving zunehmend paranoid. Er hat alkoholgeschwängerte Fantasien, von Hughes’ Leuten entführt zu werden. Seine Affäre mit Van Pallandt geht weiter, und der Druck, seiner Frau gegenüber den Anschein von Treue aufrechtzuerhalten, erhöht seinen Stress zusätzlich. In einem angedeuteten Gefallen für Nixon geht Hughes über eine im Fernsehen übertragene Telefonkonferenz an die Öffentlichkeit und bestreitet jede Kenntnis von Irving oder dem Buch. Irving wird verhaftet und erklärt sich zur Kooperation bereit, wenn Edith Immunität gewährt wird. Auf einer Pressekonferenz verkündet ein Regierungssprecher, dass Irving, Edith und Suskind kurze Haftstrafen erhalten haben.
Ein belauschter Radiobericht berichtet von einer plötzlichen Welle von Gerichtsentscheidungen zugunsten von Hughes. Irving glaubt, dass dies darauf hindeutet, dass sein Buch benutzt wurde, um den Präsidenten in die Schuld von Hughes zu stellen. Eine flüchtige Szene, die im Weißen Haus von Nixon spielt, suggeriert, dass Nixons Beschäftigung mit Hughes direkt zu dem Einbruch und dem Abhören des Hauptquartiers der Demokraten im Watergate-Hotel führte. Historiker und politische Analysten bestreiten dies.

## Hintergrund
Der Film wurde in New York, in Puerto Rico und in Kalifornien gedreht. Seine Produktionskosten betrugen schätzungsweise 25 Millionen US-Dollar. Der Film hatte seine Weltpremiere am 15. Oktober 2006 auf einem Filmfestival in Rom. Ab dem 6. April 2007 wurde er in ausgewählten Kinos der USA gezeigt. Die breite Veröffentlichung in den Kinos der USA fing am 20. April 2007 an. Der große Bluff, die deutsch synchronisierte Fassung, wurde 2009 auf DVD veröffentlicht.

## Kritiken
Das Lexikon des Internationalen Films befindet: „Satirisches Drama aus der Medienwelt, der ein kritischer Spiegel vorgehalten wird. Gediegen inszeniert, mit einer Glanzrolle für Richard Gere.“
Auch Peter Travers lobte in der Zeitschrift Rolling Stone den „Charme“ und das „Timing“ der Darstellung von Richard Gere.
Amy Biancolli betitelte ihre Kritik im Houston Chronicle „Richard Gere gibt die Darstellung seines Lebens“. Gere spiele einen „verführerischen“ und „selbstsicheren“ Mann, dessen Motivation „unerforscht“ bleibe. Um die Geschichte dramatischer zu gestalten, strecke der Film die Ereignisse.

## Auszeichnungen
Richard Gere wurde bei den Satellite Awards 2007 als bester Komödiendarsteller nominiert.